# Europaparlamentsvalet i Cypern 2004
Europaparlamentsvalet i Cypern 2004 ägde rum söndagen den 13 juni 2004. Ungefär en halv miljon personer var röstberättigade i valet om de sex mandat som Cypern hade tilldelats innan valet. I valet tillämpade landet ett valsystem med partilistor och Hares metod. Cypern var inte uppdelat i några valkretsar, utan fungerade som en enda valkrets i valet. Även medborgare i Nordcypern hade rösträtt, eftersom den delen av landet formellt sett också ingick i Cyperns valkrets. Enligt beslut från regeringen skulle valet endast hållas i de regeringskontrollerade delarna. Nordcyperns invånare var därför tvungna att registrera sig och ta sig till den södra delen för att kunna rösta. Valet var det första Europaparlamentsvalet som hölls i Cypern, som hade anslutit sig till unionen den 1 maj 2004.
Till skillnad från Cyperns nationella parlaments- och presidentval, tillämpades inte obligatoriskt valdeltagande i Europaparlamentsvalet. Valdeltagandet var därför betydligt lägre än vad det brukade vara i cypriotiska val. Det kan till exempel jämföras med deltagandet i Cyperns parlamentsval 2006 som uppgick till över 90 procent. Ur ett europeiskt perspektiv var dock valdeltagandet högt; det fjärde högsta i hela unionen efter Belgien, Luxemburg och Malta.
Det konservativa partiet Demokratisk samling var valets vinnare med över 28 procent av rösterna. Tätt därefter kom vänsterpartiet Arbetande folkets progressiva parti med knappt en halv procentenhet färre röster. Båda partierna vann således två mandat var. Mittenpartiet Dimokratikó Kómma kom på tredje plats med sina 17 procent, vilket gav partiet ett mandat. Även Gia tin Evropi lyckades säkra ett mandat. Det skilde dock endast 37 röster mellan Gia tin Evropi och Kínima Sosialdimokratón, som därmed inte vann något mandat.

## Valresultat
| |         |  |         |        |
| | Andel   |  | Antal   | Mandat |
| Demokratisk samling                                                                                | 28,23 % |  | 94 355  | 2      |
| Demokratisk samling                                                                                |         |  |         |        |
| Arbetande folkets progressiva parti                                                                | 27,89 % |  | 93 212  | 2      |
| Arbetande folkets progressiva parti                                                                |         |  |         |        |
| Dimokratikó Kómma                                                                                  | 17,09 % |  | 57 121  | 1      |
| Dimokratikó Kómma                                                                                  |         |  |         |        |
| Gia tin Evropi                                                                                     | 10,80 % |  | 36 112  | 1      |
| Gia tin Evropi                                                                                     |         |  |         |        |
| Övriga partier och kandidater                                                                      | 16,00 % |  | 53 468  | 0      |
| Övriga partier och kandidater                                                                      |         |  |         |        |
| Ogiltiga och blanka röster                                                                         | 4,60 %  |  | 16 119  | 0      |
| Ogiltiga och blanka röster                                                                         |         |  |         |        |
| Valdeltagande                                                                                      | 72,50 % |  | 350 387 | 6      |
| Valdeltagande                                                                                      |         |  |         |        |
| Antal röstberättigade 483 311 02 EPP-ED 00 PES 02 ALDE 00 G/EFA 02 GUE/NGL 00 IND/DEM 00 UEN 00 NI |         |  |         |        |